# Gran Premio de Australia de 1999
El Gran Premio de Australia de 1999 (formalmente el Gran Premio de Australia de Qantas de 1999) fue una carrera de Fórmula 1 celebrada el 7 de marzo de 1999 en el Circuito del Gran Premio de Melbourne en Albert Park, Melbourne, Australia. La carrera de 57 vueltas fue la primera ronda de la temporada de Fórmula 1 de 1999, la temporada número 50 del Campeonato Mundial en la historia de la Fórmula 1.
Mika Häkkinen y David Coulthard dominaron los entrenamientos y la primera etapa de la carrera, pero se retiraron por problemas técnicos; el nuevo McLaren MP4/14 demostró ser muy rápido pero aún no confiable, un rasgo compartido por varios autos diseñados por Adrian Newey. Michael Schumacher también tuvo problemas durante esta carrera llena de acontecimientos, lo que le dio a su compañero de equipo en Ferrari, Eddie Irvine, la oportunidad de llevarse su primera victoria en un Gran Premio. No cometió errores y superó a Heinz-Harald Frentzen y Ralf Schumacher hasta el final por unos segundos.

## Informe

### Práctica libre

#### Viernes
Heinz-Harald Frentzen fue el primer auto en la pista e inicialmente encabezó la lista, pero Mika Häkkinen tomó la delantera a la mitad de la primera sesión. Tras varias mejoras finalizó la sesión con un tiempo de 1 minuto y 33.213 segundos, con su compañero de McLaren David Coulthard en la segunda posición. El equipo de Stewart se desempeñó bien; Rubens Barrichello y Johnny Herbert finalizaron la sesión en sexta y séptima posición, por detrás de Heinz-Harald Frentzen, Giancarlo Fisichella y Jarno Trulli. Los debutantes (Marc Gené, Pedro de la Rosa, y Ricardo Zonta) y los retornados (Alessandro Zanardi y Luca Badoer) estaban en la parte trasera del campo, pero las dos últimas posiciones fueron ocupadas por Olivier Panis y Michael Schumacher. Ambos tuvieron problemas técnicos y completaron solo unas pocas vueltas. Damon Hill, Alexander Wurz y Badoer tuvieron pequeños momentos fuera de la pista, pero pudieron continuar sin problemas.
Coulthard fue el más rápido por un corto tiempo en la segunda sesión, pero Häkkinen rápidamente restableció el orden con un tiempo de 1 minuto y 31,985 segundos. En su siguiente intento, Häkkinen hizo un trompo y se estrelló contra el muro en la última curva antes de la recta principal, provocando la primera bandera roja de la temporada. La sesión se detuvo durante 15 minutos; Häkkinen resultó ileso, pero el McLaren resultó gravemente dañado y su sesión de práctica había terminado. En el último minuto, Coulthard superó su tiempo por una centésima de segundo. Stewart y Jordan todavía se veían bien con Barrichello en tercer lugar, por delante de Frentzen, Herbert y Hill. Tras el descanso Michael Schumacher había sido el primero en salir, pero no pudo hacerlo mejor que séptimo, con una diferencia de más de 1,5 segundos con los McLaren. Varios pilotos volvieron a salirse de la pista, incluidos Coulthard, Frentzen, Hill, Ralf Schumacher y Zanardi. El equipo Sauber tuvo problemas algo más serios: Pedro Diniz se detuvo en la pista por precaución cuando se encendieron las luces de advertencia, mientras que su compañero Jean Alesi golpeó la pared. Zanardi y Zonta también pararon en pista; La transmisión de Zonta se rompió y por eso terminó la sesión último, justo detrás de De la Rosa, Gené y Badoer.

#### Sábado
El primer tiempo rápido del sábado lo marcó Ralf Schumacher, y Frentzen también encabezó momentáneamente la lista antes de que Coulthard tomara la delantera. Después de tres mejoras, su mejor tiempo fue de 1 minuto y 31,140 segundos, pero Häkkinen fue ligeramente más rápido justo antes del descanso. Gené y Hill giraron hacia la grava, mientras que Zonta volvió a detenerse en la pista con problemas en la transmisión. Tras el descanso, Wurz trompeó contra las barreras de neumáticos y provocó una bandera roja. Tanto los pilotos de Sauber, como de la Rosa y Trulli terminaron su sesión prematuramente después de un trompo, mientras que la mayoría de los pilotos se perdieron una curva una o dos veces, acostumbrándose al nivel de agarre más bajo de los nuevos neumáticos delanteros de 4 ranuras. A pesar de eso, el dominio de McLaren tomó una forma impresionante. Häkkinen fue el más rápido con un tiempo de 1 minuto y 30.324 segundos, seis décimas más rápido que su compañero de equipo Coulthard y 2,2 segundos más rápido que el tercer hombre Herbert. El siguiente segundo cubrió otros 11 autos, hasta Ralf Schumacher en el puesto 15. Hill fue cuarto, seguido porJacques Villeneuve , que venció a Michael Schumacher y lo hizo mejor que su compañero de equipo en BAR Zonta, que completó solo tres vueltas y terminó la sesión último, otra vez.

### Clasificación
Los resultados de la sesión de calificación fueron básicamente los mismos que el año anterior: Häkkinen venció a Coulthard, mientras que Michael Schumacher lideró el resto del campo. Después de diez minutos, Herbert fue el primero en salir y marcar un tiempo, seguido de Zanardi, que fue ligeramente más rápido en su cuarta vuelta rápida consecutiva. Después de eso, Barrichello se hizo con el primer lugar, hasta que salieron los McLaren. Häkkinen cometió un error y arruinó su primera carrera, pero luego tomó una ventaja firme con un tiempo de 1 minuto y 31,063 segundos. Coulthard fue dos décimas más lento y giró hacia la grava, pero pudo continuar. Villeneuve fue tercero por un momento pero fue superado por Barrichello y Michael Schumacher, que mejoró su tiempo a 1 minuto y 31,781 segundos. El siguiente ataque de Coulthard al tiempo provisional de la pole de Häkkinen falló por una milésima de segundo. Dos vueltas después lo hizo, con un tiempo de 1 minuto y 30.946 segundos, pole position con 1 minuto y 30,462 segundos, casi medio segundo más rápido que Coulthard. El cuarto lugar de Barrichello detrás de Michael Schumacher fue impresionante. No tan impresionantes fueron el puesto 15 de Zanardi, el 16 de Alesi y, sobre todo, el puesto 20 de Panis. Como en las sesiones de práctica anteriores, muchos pilotos abandonaron la pista momentáneamente; Michael Schumacher incluso tres veces. Gené terminó su sesión en la grava y las banderas amarillas arruinaron una carrera rápida para muchos pilotos. Para añadir a los problemas de Gené, el crono muy rápido de Häkkinen al final de la sesión lo había sacado de la parrilla de salida, porque el 107% del tiempo ahora era de 1 minuto y 36,974 segundos, y con 1 minuto 37,013 segundos el español estaba a 0,039 segundos de distancia. el límite. Por el mismo razonamiento, el equipo Minardi emitió una solicitud oficial para que Gené pudiera comenzar, que posteriormente fue concedida por los Stewarts of the Meeting.
Resultados

#### Calentamiento
En la sesión de calentamiento previa a la carrera, Coulthard y Häkkinen se turnaron para marcar el tiempo más rápido. Finalmente, Coulthard fue el más rápido con 1 minuto y 32,560 segundos, una décima por delante de Häkkinen. Panis se desempeñó mejor y superó su tiempo de calificación, mientras que otros pilotos tuvieron problemas. Hill se salió y chocó directamente contra las barreras de los neumáticos después de que el acelerador se quedó abierto, y Zanardi tuvo que cambiar al auto de repuesto debido a problemas eléctricos con su auto de carreras. Ralf Schumacher se quedó atascado en la grava, mientras que Badoer, Coulthard, Diniz, Fisichella, de la Rosa, Toranosuke Takagi y Wurz se salieron de la pista pero pudieron continuar; Takagi pasó por alto las barreras. Alesi y Zonta chocaron cuando Zonta intentó pasar y Alesi cerró la puerta.

#### Carrera
Mika Häkkinen y David Coulthard habían dominado todas las sesiones durante el fin de semana con tiempos de vuelta más de un segundo más rápidos que los demás, y con ambos autos saliendo desde la primera fila de la parrilla, la carrera parecía ser una victoria fácil para el equipo McLaren. Sin embargo, las primeras señales de problemas llegaron antes de que la carrera hubiera comenzado: mientras los otros pilotos se dirigían a la parrilla ficticia, el ganador de la pole, Häkkinen, todavía estaba en boxes con un problema. En el último minuto, el equipo decidió que tendría que usar el auto de repuesto, y justo antes de que cerrara el pit lane, Häkkinen estaba en camino. La vuelta de calentamiento comenzó sin incidentes, pero cuando los últimos autos se alineaban para la largada, salía humo de los autos Stewart de Rubens Barrichello y Johnny Herbert. Ambos tenían una fuga de aceite que había provocado un pequeño incendio debajo de la carrocería. Se abortó la salida y se apagaron los incendios. Barrichello consiguió el coche de repuesto y tuvo que salir desde el pit lane, mientras que Herbert se quedó sin opciones y se convirtió en el primer abandono de la carrera. Después de un poco de retraso, se anunció que habría una nueva carrera de 57 vueltas, una menos de las 58 programadas originalmente. Cuando la nueva vuelta de calentamiento estaba a punto de comenzar, hubo más confusión en McLaren cuando el auto de Häkkinen se puso en marcha mientras estaba en marcha. todavía en marcha. Michael Schumacher se había clasificado tercero, justo detrás de Häkkinen en la parrilla, y mientras los miembros del equipo de McLaren trabajaban frenéticamente para poner en marcha a Häkkinen, Schumacher tuvo que esperar y su motor se detuvo cuando la caja de cambios saltó de la posición neutral. Más adelante en el campo, el motor de Takagi también se paró. A pesar del visible estado de pánico en McLaren, Häkkinen logró ponerse en marcha antes de que el último coche abandonara la parrilla, por lo que se le permitió retomar su pole position original en la parrilla de salida. Schumacher, por otro lado, no tuvo tanta suerte y tuvo que comenzar en la parte trasera de la parrilla junto con Takagi.
Häkkinen hizo un buen uso de su pole position en la segunda carrera y tomó la delantera, seguido de cerca por Coulthard, Irvine, Frentzen, Ralf Schumacher y Fisichella. Más atrás, Alesi redujo inmediatamente la velocidad hasta detenerse con una caja de cambios rota, mientras que Trulli hizo una buena salida desde la duodécima posición de la parrilla e intentó adelantar a Hill en la curva tres. Los autos se tocaron; Hill hizo un trompo en la grava y se retiró, mientras que Trulli continuó y tomó el séptimo lugar de Villeneuve en la siguiente vuelta. También en la vuelta 2, Zanardi retrocedió hasta el puesto 21. Los seis primeros se mantuvieron sin cambios durante las primeras etapas de la carrera. Mientras que los McLaren se alejaron del resto del campo, Michael Schumacher había comenzado su avance hacia el frente y volvió al undécimo después de solo nueve vueltas. Después de trece vueltas, Häkkinen y Coulthard aventajaban al tercer clasificado Irvine por 18 segundos cuando Coulthard entró repentinamente en boxes y se retiró con problemas de transmisión. Una vuelta más tarde, Häkkinen perdió su ventaja sobre Irvine cuando se desplegó el coche de seguridad; Villeneuve había perdido su alerón trasero en la recta trasera y tuvo suerte de tocar la pared solo lentamente después de una serie de trompos a alta velocidad. La carrera se corrió detrás del coche de seguridad durante tres vueltas mientras se retiraba el coche de Villeneuve. Diniz, Zonta y Badoer han aprovechado para intentar ganar tiempo haciendo una parada en boxes mientras el coche de seguridad estaba fuera. 
Cuando la carrera se reinició en la vuelta 18, Häkkinen parecía estar en problemas nuevamente cuando su auto no aceleró correctamente, amontonando a los autos detrás de él. Varios pilotos esquivaron al lento McLaren, incluido Barrichello, a quien más tarde se le impuso una sanción de stop-and-go porque pasó a Michael Schumacher antes de la línea de salida/llegada. Después de la carrera, el brasileño afirmó que pasó accidentalmente a Schumacher mientras intentaba evitar una colisión. Irvine tomó la delantera por delante de Frentzen, Trulli, Ralf Schumacher y Michael Schumacher, mientras que Häkkinen entró en boxes después de una vuelta lenta y se retiró con problemas de aceleración. En la vuelta 19, Zanardi se estrelló y el coche de seguridad se desplegó por segunda vez. Barrichello y Trulli hicieron sus paradas en boxes, y Trulli incluso hizo dos. La carrera se reinició una vez más en la vuelta 25. Irvine lideró seguido de Frentzen, Ralf Schumacher, Michael Schumacher y Diniz. En la vuelta 27 Michael Schumacher pinchó pero logró volver a boxes. El alerón delantero de su Ferrari había sido dañado por las vibraciones y fue reemplazado por un alerón originalmente destinado al automóvil de Irvine, que llevaba el número 4. En la vuelta 28, Diniz tuvo que retirarse del cuarto lugar por un problema de transmisión. Barrichello era ahora cuarto, seguido de Zonta y Takagi. En la siguiente vuelta, Wurz hizo un trompo espectacular cuando falló su suspensión trasera. En la vuelta 32, Barrichello entró en boxes para recibir su penalización por stop-and-go. Zonta hizo su segunda parada en boxes. Badoer fue quinto por un corto tiempo. En la vuelta 34, Ralf Schumacher hizo una parada en boxes y cayó al cuarto lugar. Tres vueltas más tarde, Irvine y Frentzen entraron en boxes al mismo tiempo, pero Irvine mantuvo el liderato y se reincorporó justo delante de Fisichella. En la vuelta 38, Fisichella hizo una parada en boxes y cayó al quinto lugar detrás de De la Rosa. Michael Schumacher condujo por el pit lane sin detenerse. En la siguiente vuelta, Michael Schumacher volvió a entrar en boxes y se reemplazó el volante de su Ferrari. En la vuelta 40, Barrichello pasó a Zonta y ahora era séptimo. En la vuelta 41 de la Rosa hizo su segunda parada en pits y perdió su cuarto lugar ante Fisichella. Barrichello tomó el sexto lugar de Takagi. En la vuelta 43, Barrichello pasó a De la Rosa por el quinto lugar. Con once vueltas para el final, Zonta entró para que revisaran su alerón trasero y se reincorporó justo por delante del líder de la carrera, Irvine, reteniéndolo durante dos vueltas antes de reducir la velocidad con problemas en la caja de cambios. En la línea de meta, Irvine fue primero, ganando su primer Gran Premio, por delante de Frentzen, Ralf Schumacher, Fisichella y Barrichello. De la Rosa fue sexto, anotando un punto en su debut en la Fórmula 1.

## Clasificación

### Clasificación
| Pos                       | No | Piloto                | Constructor        | Tiempo   | Gap    |
| ------------------------- | -- | --------------------- | ------------------ | -------- | ------ |
| 1                         | 1  | Mika Häkkinen         | McLaren-Mercedes   | 1:30.462 |        |
| 2                         | 2  | David Coulthard       | McLaren-Mercedes   | 1:30.946 | +0.484 |
| 3                         | 3  | Michael Schumacher    | Ferrari            | 1:31.781 | +1.319 |
| 4                         | 16 | Rubens Barrichello    | Stewart-Ford       | 1:32.148 | +1.686 |
| 5                         | 8  | Heinz-Harald Frentzen | Jordan-Mugen-Honda | 1:32.276 | +1.814 |
| 6                         | 4  | Eddie Irvine          | Ferrari            | 1:32.289 | +1.827 |
| 7                         | 9  | Giancarlo Fisichella  | Benetton-Playlife  | 1:32.540 | +2.078 |
| 8                         | 6  | Ralf Schumacher       | Williams-Supertec  | 1:32.691 | +2.229 |
| 9                         | 7  | Damon Hill            | Jordan-Mugen-Honda | 1:32.695 | +2.233 |
| 10                        | 10 | Alexander Wurz        | Benetton-Playlife  | 1:32.789 | +2.327 |
| 11                        | 22 | Jacques Villeneuve    | BAR-Supertec       | 1:32.888 | +2.426 |
| 12                        | 19 | Jarno Trulli          | Prost-Peugeot      | 1:32.971 | +2.509 |
| 13                        | 17 | Johnny Herbert        | Stewart-Ford       | 1:32.991 | +2.529 |
| 14                        | 12 | Pedro Diniz           | Sauber-Petronas    | 1:33.374 | +2.912 |
| 15                        | 5  | Alessandro Zanardi    | Williams-Supertec  | 1:33.549 | +3.087 |
| 16                        | 11 | Jean Alesi            | Sauber-Petronas    | 1:33.910 | +3.448 |
| 17                        | 15 | Toranosuke Takagi     | Arrows             | 1:34.182 | +3.720 |
| 18                        | 14 | Pedro de la Rosa      | Arrows             | 1:34.244 | +3.782 |
| 19                        | 23 | Ricardo Zonta         | BAR-Supertec       | 1:34.412 | +3.950 |
| 20                        | 18 | Olivier Panis         | Prost-Peugeot      | 1:35.068 | +4.606 |
| 21                        | 20 | Luca Badoer           | Minardi-Ford       | 1:35.316 | +4.854 |
| Regla del 107 %: 1:36.794 |    |                       |                    |          |        |
| 22                        | 21 | Marc Gené             | Minardi-Ford       | 1:37.013 | +6.551 |
| Source:                   |    |                       |                    |          |        |

- Marc Gené  no logró establecer un tiempo dentro del 107% de la pole position, pero los comisarios le permitieron comenzar debido a que estableció los tiempos apropiados de los entrenamientos libres.

### Carrera
| Pos. | N.º | Piloto                | Equipo/Motor       | Vueltas | Tiempo/Retirado        | Parrilla | Puntos |
| ---- | --- | --------------------- | ------------------ | ------- | ---------------------- | -------- | ------ |
| 1    | 4   | Eddie Irvine          | Ferrari            | 57      | 1h 35:01.659           | 6        | 10     |
| 2    | 8   | Heinz-Harald Frentzen | Jordan-Mugen-Honda | 57      | 1.027                  | 5        | 6      |
| 3    | 6   | Ralf Schumacher       | Williams-Supertec  | 57      | 7.012                  | 8        | 4      |
| 4    | 9   | Giancarlo Fisichella  | Benetton-Renault   | 57      | 33.418                 | 7        | 3      |
| 5    | 16  | Rubens Barrichello    | Stewart-Ford       | 57      | 54.698                 | 4        | 2      |
| 6    | 14  | Pedro de la Rosa      | Arrows             | 57      | 1:24.317               | 17       | 1      |
| 7    | 15  | Toranosuke Takagi     | Arrows             | 57      | 1:26.288               | 20       |        |
| 8    | 3   | Michael Schumacher    | Ferrari            | 56      | +1 vuelta              | 3        |        |
| Ret  | 23  | Ricardo Zonta         | BAR-Supertec       | 48      | Caja de cambios        | 13       |        |
| Ret  | 20  | Luca Badoer           | Minardi-Ford       | 42      | Caja de cambios        | 21       |        |
| Ret  | 10  | Alexander Wurz        | Benetton-Renault   | 28      | Suspensión             | 22       |        |
| Ret  | 12  | Pedro Diniz           | Sauber-Petronas    | 27      | Transmisión            | 14       |        |
| Ret  | 21  | Marc Gené             | Minardi-Ford       | 25      | Colisión               | 18       |        |
| Ret  | 19  | Jarno Trulli          | Prost-Peugeot      | 25      | Colisión               | 12       |        |
| Ret  | 18  | Olivier Panis         | Prost-Peugeot      | 23      | Neumático              | 10       |        |
| Ret  | 1   | Mika Häkkinen         | McLaren-Mercedes   | 21      | Sistema de combustible | 1        |        |
| Ret  | 5   | Alessandro Zanardi    | Williams-Supertec  | 19      | Trompo                 | 15       |        |
| Ret  | 2   | David Coulthard       | McLaren-Mercedes   | 15      | Hidráulicos            | 2        |        |
| Ret  | 22  | Jacques Villeneuve    | BAR-Supertec       | 14      | Fallo del alerón       | 11       |        |
| Ret  | 7   | Damon Hill            | Jordan-Mugen-Honda | 0       | Colisión               | 9        |        |
| Ret  | 11  | Jean Alesi            | Sauber-Petronas    | 0       | Caja de cambios        | 16       |        |
| DNS  | 17  | Johnny Herbert        | Stewart-Ford       | 0       | Motor                  | 19       |        |

## Clasificación tras la carrera
| Pos. | Piloto                | Puntos | Cambios     |
| ---- | --------------------- | ------ | ----------- |
| 1    | Eddie Irvine          | 10     | Sin cambios |
| 2    | Heinz-Harald Frentzen | 6      | Sin cambios |
| 3    | Ralf Schumacher       | 4      | Sin cambios |
| 4    | Giancarlo Fisichella  | 3      | Sin cambios |
| 5    | Rubens Barrichello    | 2      | Sin cambios |
| 6    | Pedro de la Rosa      | 1      | Sin cambios |

| Pos. | Constructor        | Puntos | Cambios     |
| ---- | ------------------ | ------ | ----------- |
| 1    | Ferrari            | 10     | Sin cambios |
| 2    | Jordan-Mugen-Honda | 6      | Sin cambios |
| 3    | Williams-Supertec  | 4      | Sin cambios |
| 4    | Benetton-Playlife  | 3      | Sin cambios |
| 5    | Stewart-Ford       | 2      | Sin cambios |